# Tangina bambalio
Tangina bambalio är en insektsart som beskrevs av Ronald Gordon Fennah 1969. Tangina bambalio ingår i släktet Tangina och familjen vedstritar. Inga underarter finns listade i Catalogue of Life.